# Wieczfnia Kościelna (gmina)
Pour les articles homonymes, voir Wieczfnia Kościelna.
Wieczfnia Kościelna est une gmina rurale (gmina wiejska) de la powiat de Mława, dans la Voïvodie de Mazovie, dans le centre-est de la Pologne.
Son siège administratif (chef-lieu) est le village de Wieczfnia Kościelna, qui se situe environ 13 kilomètres au nord-est de Mława (siège de la powiat) et 115 kilomètres au nord de Varsovie (capitale de la Pologne).
La gmina couvre une superficie de 119,81 km2 pour une population de 4 200 habitants en 2006.

## Histoire
De 1975 à 1998, la gmina est attachée administrativement à la voïvodie de Ciechanów.

Depuis 1999, elle fait partie de la voïvodie de Mazovie.

## Géographie
La gmina inclut les villages et localités de :

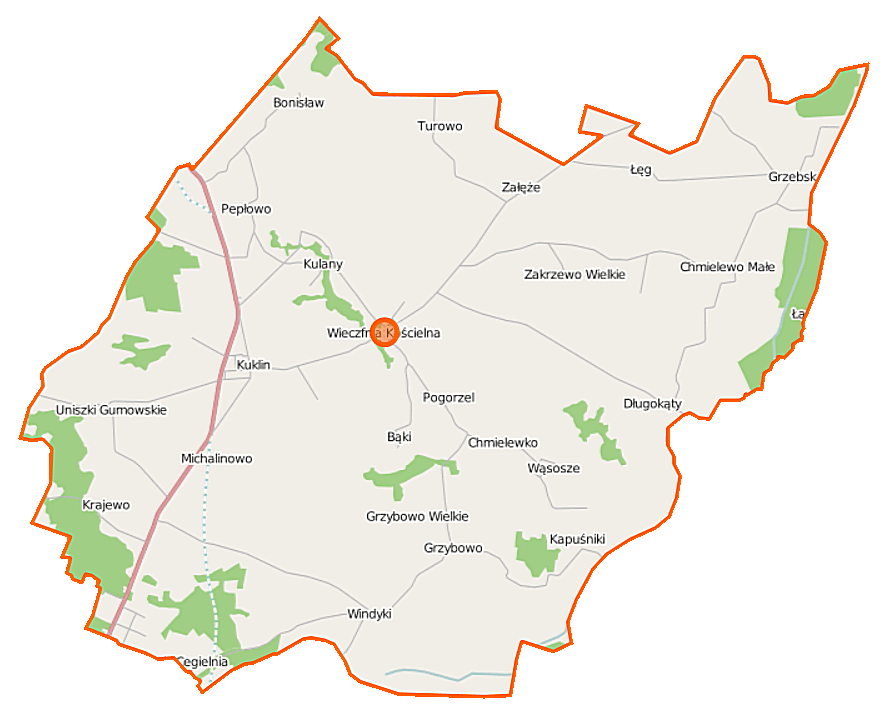
Plan de la gmina

- Bąki
- Bonisław
- Chmielewko
- Chmielewo Małe
- Chmielewo Wielkie
- Długokąty
- Grądzik
- Grzebsk
- Grzybowo
- Grzybowo-Kapuśnik
- Kobiałki
- Kuklin
- Kulany
- Kulany-Kolonia
- Łęg
- Marianowo
- Michalinowo
- Pepłówek
- Pepłowo
- Pogorzel
- Rukały
- Turowo
- Uniszki Gumowskie
- Uniszki Zawadzkie
- Uniszki-Cegielnia
- Wąsosze
- Wieczfnia Kościelna
- Wieczfnia-Kolonia
- Windyki
- Żaki
- Zakrzewo Wielkie
- Zakrzewo-Froczki
- Zakrzewo-Ranki
- Załęże
- Żulinek

### Gminy voisines
La gmina de Wieczfnia Kościelna est voisine de :
- la ville de :
  - Mława

et des gminy suivantes :
- - Dzierzgowo
  - Iłowo-Osada
  - Janowiec Kościelny
  - Szydłowo

## Structure du terrain
D'après les données de 2002, la superficie de la commune de Wieczfnia Kościelna est de 119,81 km2, répartis comme tel :
- terres agricoles : 79%
- forêts : 15%

La commune représente 10,23% de la superficie du powiat.

## Démographie
Données du 30 juin 2004 :
| Description        | Total  | Total | Femmes | Femmes | Hommes | Hommes |
| ------------------ | ------ | ----- | ------ | ------ | ------ | ------ |
| Unité              | Nombre | %     | Nombre | %      | Nombre | %      |
| Population         | 4 188  | 100   | 2 069  | 49,4   | 2 119  | 50,6   |
| Densité (hab./km²) | 35     | 35    | 17,3   | 17,3   | 17,7   | 17,7   |